# Пуласки (Њујорк)
Пуласки (енгл. Pulaski) град је у америчкој савезној држави Њујорк.

## Демографија
По попису из 2010. године број становника је 2.365, што је 33 (-1,4%) становника мање него 2000. године.
| Група             | 2000.         | 2010.         |
| Белци             | 2.342 (97,7%) | 2.278 (96,3%) |
| Афроамериканци    | 4 (0,2%)      | 19 (0,8%)     |
| Азијати           | 10 (0,4%)     | 10 (0,4%)     |
| Хиспаноамериканци | 18 (0,8%)     | 38 (1,6%)     |
| Укупно            | 2.398         | 2.365         |